# История евреев в Германии

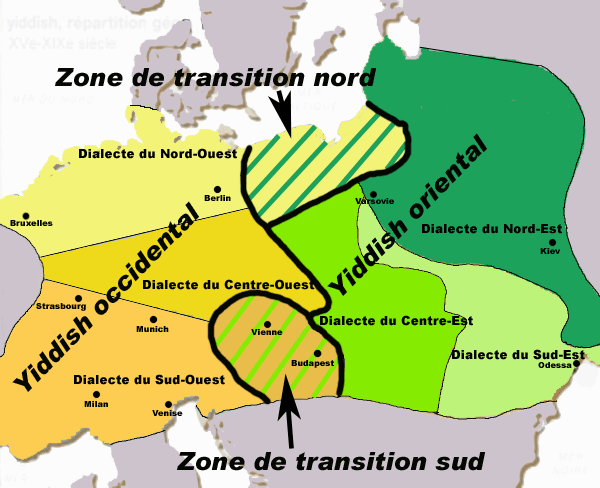
Зоны распространения различных диалектов идиша с XV по XIX века.

Исто́рия евре́ев в Герма́нии (нем. Juden in Deutschland, Deutsche Juden или Jüdische Deutsche, ивр. יהדות גרמניה‎) — история этнического меньшинства. Ашкеназы живут на территории современной Германии уже более 1700 лет, их история ознаменована разными периодами: когда еврейская община обладала наибольшими правами, а также наоборот, в периоды сильного антисемитизма, ставшего в XX веке катастрофой европейского еврейства. Послевоенные годы, объединение ФРГ и ГДР и волна иммиграции из стран бывшего СССР также играют большую роль в жизни сегодняшних евреев в Германии.
По данным Центрального совета евреев Германии, на сто тысяч жителей страны в 2008 году приходилось 106 евреев. Зарегистрированными членами еврейских общин по всей стране являются около 120 тысяч человек.

## Ранние поселения
Евреи прибыли в Германию во времена Римской империи, поселившись на территории провинций Верхняя и Нижняя Германия, которые они отождествляли с Ашкеназом. Основу поселенцев составляли жители соседней Галлии и Италии, также были торговцы из Палестины. По территории всей империи происходили обряды обращения в иудаизм, который был влиятельной верой в Африке, Греции, Египте, Малой Азии. Первым источником информации о жизни евреев на территории Германии считается декрет римского императора Константина I Великого, датированный 321 годом, в котором евреям даётся право быть избранным в городской совет Колонии Агриппины (совр. Кёльн). Статус евреев был одинаковым на всей территории империи, где они не могли только владеть рабами-христианами и занимать государственные посты. По мнению историка XIX века Генриха Греца, евреи присутствовали на территории нынешней Германии задолго до христиан.
Великое переселение народов не очень сильно поменяло их жизнь. В начале средневековья еврейские общины в основном находились в долине Рейна: Вормсе, Шпайере и Майнце, но и в Регенсбурге, Франкфурте-на-Майне и Пассау. Там они в основном занимались торговлей, имея постоянные контакты со странами Востока и славянами. Общины обладали большой автономией и беспрепятственно развивались под властью веротерпимых Меровингов и Каролингов вплоть до конца XI века. В XIII—XIV веках многие французские евреи находили убежище в Германии.
Немецкие евреи общались на очень близком к эльзасскому диалекте немецкого языка, впоследствии ставшем языком всех евреев Центральной Европы.

## При Каролингах
В государстве Каролингов евреи, как и все остальные народы, должны были платить торговую десятину. Еврейские купцы обеспечивали взаимодействие между христианским Западом и мусульманскими государствами. Франкский еврей Исаак в 797 году даже стал послом Карла Великого при дворе халифа Харуна эр-Рашида. Каролинги обеспечивали защиту еврейских общин, чьи жители в отличие от свободных жителей империи были освобождены от воинской службы. Так как христианская церковь запрещала кредитование под проценты, эту деятельность стала еврейской монополией. При Каролингах и вплоть до конца XI века евреи экспортировали рабов, мех и оружие, взамен ввозя в империю пряности, бальзамы, финики и драгоценные металлы. Благодаря их усилиям долины Рейна и верховья Дуная стали главными торговыми осями для перемещения товаров. Существовали многочисленные примеры контактов между еврейскими общинами государства Каролингов, Испании и Северной Африки, основу которых составляла коммерческая и религиозная переписка.

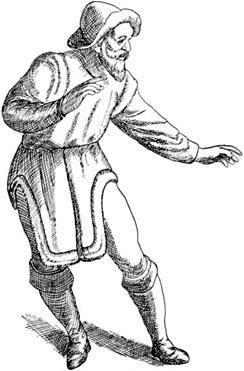
Швабский еврей. Иллюстрация XVI века.

При Людовике Благочестивом были изданы три грамоты, касавшиеся отдельных евреев и созданные по их просьбе. Документы гарантировали защиту жизни и имущества, а также религиозную и торговую свободу («им было предоставлено право жить согласно их закону»). Данные евреи находились под прямой защитой императора, являясь его людьми. В случае убийства злоумышленник должен был заплатить огромный штраф в десять ливров золотом (за убийство рыцаря-христианина штраф был меньше в два раза), который шёл напрямую в императорскую сокровищницу.
Для защиты еврейских привилегий существовала специальная должность Judenmeister. Генрих III в середине XI века угрожал убийцам евреев лишением глаз и правой руки. Политике Каролингов стали следовать некоторые подчинённые им мирские и церковные правители. В 1084 году правитель Шпейерского епископства Рюдигер пригласил евреев поселиться в Шпейере, «чтобы увеличить честь нашего города в тысячу раз». Им был предоставлен целый ряд прав, известных как привилегия Рюдигера: евреям была предоставлена территория в городе, которую они могли огородить стеной „чтобы их не беспокоила толпа“. Еврейский квартал, находившийся недалеко от Рейна, был окружён стеной и включал в себя кладбище и синагогу. У евреев были собственные органы правопорядка, они могли нанимать слуг-христиан и продавать кошерное мясо не евреям, а также привлекать на поселение иностранных евреев. Их бургомистр по степени влияния был равен мэру Шпейера.
В 1090 году еврейская община города получила охранную грамоту от императора Священной Римской империи Генриха IV, сделавшего аналогичный шаг по отношению к Вормсу. Тамошняя хартия была возобновлена в 1157 году императором Фридрихом I, который также предоставил аналогичный документ для Регенсбурга в 1182 году.
Центром еврейского духовного сообщества являлись раввины, чьё влияние могло распространяться на целые регионы. Ряд рейнских городов, вроде Вормса, Шпейера и Майнца, где в 1034 году была построена синагога в византийском стиле, вместе с французскими городами дали западноевропейскому иудаизму репутацию благочестия и образованности. Три немецких города получили прозвище „Шум“ (Shum), образованное из первых букв их еврейских названий: Шин для Шпейера (Shpira), Вав для Вормса (Varmaisa) и Мем для Майнца (Magentza). Лидеры еврейских общин Шума за несколько десятилетий разработали набор постановлений, известный как Такканот ШУМ (hébreu : תקנות שו»ם " lois adoptées en Shum "). Благодаря этому Талмуд в то время преимущественно испытывал влияние со стороны евреев Западной Европы.
В те времена евреи пользовались религиозной терпимостью со стороны местного населения и власти (светской и религиозной). Это можно объяснить тем, что этот народ считался свидетелем страстей Христовых, консервативными сторонниками Ветхого завета и теми людьми, что обратятся в христианство к приближению конца времён. Но с X века празднование страстной недели, становилось временем придирок к евреям и даже причиной их гонений.
Живший в IX—X веках Гершом Меор ха-гола создал в Майнце иешиву, в которой занимался изучением Талмуда и Торы под вдохновением от методов еврейских центров Вавилонии. Он ввел запрет на многожёнство, на развод мужчины без согласия жены и на высмеивание евреев, которые после насильственного обращения возвращались к старой вере. Слава о нём распространилась по всему еврейскому миру средневековой Европы, а иешива ещё несколько веков привлекала еврейских учёных.

## От крестовых походов до Реформации
В 1034 году была построена Вормсская синагога.
Во время первых крестовых походов, после слухов о том, что сарацины могли напасть на христианские святыни с помощью евреев, резня еврейского населения Германии была многочисленной, в основном в долине Рейна. На протяжении всего пути крестоносцев в Рейнской области, в Шпейере, Майнце, Вормсе, Регенсбурге, уничтожались общины, которые считали невероятными предупреждения об угрозе от еврейских общин Франции. В 1096 году в Вормсе имел место еврейский погром, в ходе которого евреи были обвинены в отравлении колодцев. В ходе вспышки насилия погибло до 800 евреев. Еврейские погромы во время Первого крестового похода (1096) прокатились и по другим городам Германии. В Майнце за один день убивают одиннадцать сотен евреев, разрушают синагогу и другие здания общины. Если община Регенсбурга предложит необычное зрелище коллективного омовения в Дунае, чтобы избежать смерти, наиболее распространенной реакцией будет противоположная, чтобы выбрать его для освящения божественного Имени. Эти зрелища коллективных самоубийств, когда матери убивают своих детей, а мужья — своих жен, оставят глубокий след в христианском воображении, что приведет к обвинению евреев в ритуальных убийствах. Около двенадцати тысяч евреев погибло в 1096 году. Иногда епископы защищают городскую общину, Папа осуждал насилие, но виновные в массовых убийствах редко подвергались наказанию, за исключением случая, когда организатор был лично убит епископом города. В 1097 году насильственно обращенные евреи получили от императора Генриха IV разрешение вернуться в свою веру, а часть их имущества была им возвращена в обмен на крупный выкуп.
Резня возобновилась в 1146 году во время второго крестового похода по наущению бывшего цистерцианского монаха. Но благодаря энергичному вмешательству Бернара Клервосского гонения прекращаются и не достигают размаха тех, что были во время первого крестового похода. Затем наступило время обвинений в ритуальном убийстве. В Германии, как и во всей Западной Европе, евреев обвиняют в убийстве детей во время Песаха (праздника Пасхи) для сбора их крови. В Пфорцхайме, Виссембурге и Обервезеле повторяются одни и те же обвинения. В 1210 году было начато строительство Регенсбургской синагоги. В 1270 году Judenbreter опустошил общины Эльзаса. В 1285 году еврейскую общину Мюнхена обвиняют в ритуальном преступлении: сто восемьдесят евреев, мужчин, женщин, детей запирают в синагоге и сжигают в ней заживо..
Императоры Генрих VI и Фридрих II защищали евреев — первый во время третьего крестового похода, а второй по случаю обвинения евреев Фульды в ритуальном убийстве в 1236 году (первом таком процессе в Германии). Император созвал собрание князей, духовных и светских, для обсуждения правильности обвинения. Так как они не могли прийти к известному заключению, то Фридрих решил по их совету — несмотря на то, что, познакомившись с разными книгами, убедился в невиновности евреев, — послать ко всем европейским королям и привести из их стран евреев, принявших христианство. Те после долгих исследований заявили, что обвинение ни на чем не основано, что Моисеев закон и Талмуд запрещают обагрять руки кровью. Поэтому император запретил возбуждать против евреев такого рода обвинения. Грамота Фридриха II 1236 года, получившая силу для евреев всей Германии, подтвердила им статуты, изданные прежде для отдельных общин; главное её содержание сводится к гарантии неприкосновенности личности и имуществ, пожалованию прав торговли и общинной автономии. Но уже тогда и даже несколько раньше (в начале XIII века) императоры уступили часть регалии (Judenregal), то есть право владеть евреями и распоряжаться ими, феодальным духовным и светским князьям и городским властям.
С наступлением «великого междуцарстия» (1254—73), эпохи так называемого кулачного права, когда в Германии царствовала полнейшая анархия, положение евреев значительно ухудшилось, для них были придуманы всевозможные виды податей и налогов. Купеческие гильдии и ремесленные цехи не допускали в свою среду евреев. Главным занятием их было ростовщичество.
В апреле 1298 года евреев постигло новое крупное бедствие — погромы, устроенные дворянином Риндфлейшем из Реттингена (Бавария), пустившим слух, будто евреи похитили просфору с целью надругаться над нею и что ему свыше было приказано отомстить евреям. Толпа набросилась на евреев и сожгла многих, а затем Риндфлейш устроил поход против евреев Баварии, истребив 140 еврейских общин и поселений, из которых особенно крупными были Вюрцбург и Нюрнберг. Однако с вступлением на престол Альбрехта I (1298—1308) порядок был восстановлен; городские советы были обложены штрафами за допущение избиений, евреи могли вернуться в прежние жилища, а насильно крещенные — исповедовать еврейскую религию: истребление камеркнехтов, «казённой собственности», не было в интересах Альбрехта.

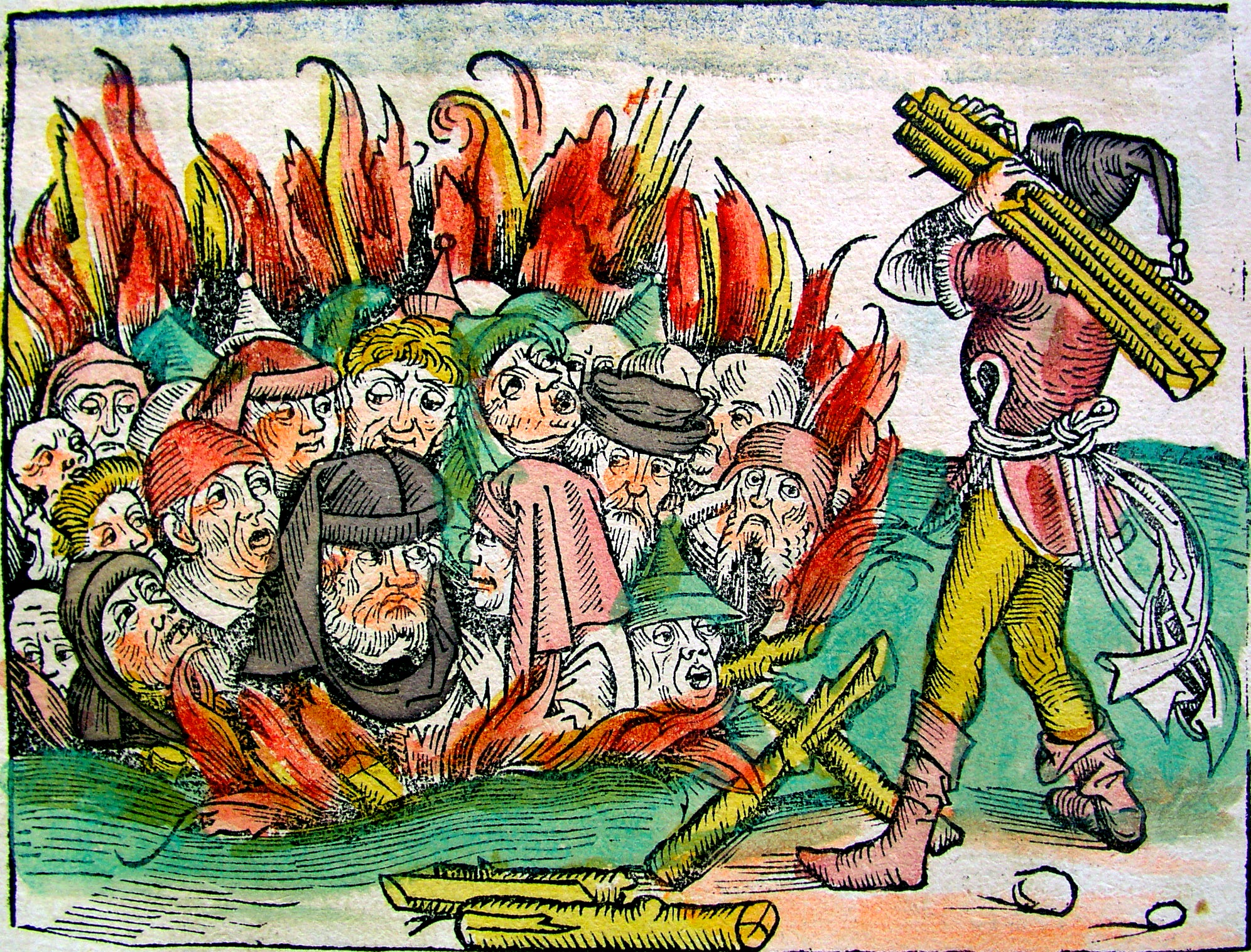
Сожжение иудеев в Деггендорфе (Бавария) за осквернение гостии (1338). Ксилография из «Нюрнбергской хроники» (1493)

Восстановленный на некоторое время в Германии порядок был вновь нарушен в 1330-х годах погромами, известными под названием «избиения Армледера». За этим последовала резня евреев в годы «Чёрной смерти», чумы (1348—1350). Император Карл IV прощал зачинщиков погромов и отдавал городам имущество евреев под условием, что они поделятся с ним. Города пустовали, и отсутствие евреев вскоре стало сказываться на ходе городской жизни. Власти потеряли плательщиков податей, а городское население — заимодавцев. Опять стали приглашать евреев селиться в тех местах, откуда они были изгнаны на «вечные времена». Князья и города желали иметь своих евреев. Но в XIV веке укрепился обычай объявлять долговые расписки недействительными в руках еврейских кредиторов, для чего короли и князья выдавали особые документы, так называемые «Tödtbriefe», лицам, которые оказывали им услуги или обещали взамен этого вознаграждение.
Правовое положение евреев в немецких городах до второй половины XIV века было относительно удовлетворительным. Во многих городах они имели право приобретать недвижимость (в том числе землю), выбирать место оседлости, а также за определённую плату (например, в Нюрнберге, по договору 1331 года, евреи были обязаны вносить по 1800 марок ежегодно) становиться немецкими бюргерами (на срок до 10 лет).
Однако во второй половине XIV века гражданские права евреев были значительно ограничены и они стали облагаться дополнительными налогами, сумма которых определялась местом их оседлости. В основном городской администрацией был введён налог на евреев (он касался только лиц старше 12 лет), известный под названием Goldener Opferpfennig. Половина налога шла императору (так как ему принадлежало право на утверждение этого налога), а другая половина в городскую казну (он приносил в среднем 2,27 % всех поступлений в городскую казну).
Такой способ лёгкого обогащения заинтересовал многих представителей знати, не исключая иерархов католической церкви. Например, в Кёльне евреи платили такой же налог епископу. После изгнания евреев из Кёльна в 1349 году, длившегося 23 года, они были возвращены обратно, но в силу нового договора были обязаны ежегодно платить от 50 до 500 гульденов с души за приём в число граждан и вносить в городскую казну подать от 4 до 200 гульденов в зависимости от имущественного ценза плательщика.
XV век не знал погромов и массовых убийств предшествующей эпохи, хотя и тогда происходили частичные преследования евреев в связи с обвинениями в ритуальных убийствах.

## От Реформации до эпохи Просвещения
Среди гуманистов только Иоганн Ройхлин был защитником евреев, когда в споре с Иоганном Пфефферкорном он отверг требование о сожжении Талмуда. Он включил иврит в гуманистические исследования. Йосель из Росхейма получил новые охранные грамоты для евреев от императора Карла V и защищал их на Аугсбургском рейхстаге в 1530 году от нападок со стороны обращенного Антона Маргариты.
В 1544 г. на рейхстаге в Шпейере евреи империи пожаловались Карлу V, что с ними плохо обращаются и что они отказывают в предоставленных им правах. Причинами растущего пренебрежения к правам евреев были, среди прочего, антиеврейские сочинения Мартина Лютера 1543 г.
Император Карл возобновил защиту евреев и подтвердил их привилегии:
- никто не должен иметь права закрывать еврейские школы и синагоги, изгонять их из них или препятствовать их использованию.
- любой, кто причинил вред евреям или лишил их жизни или имущества в нарушение провозглашенного имперского мира, должен быть наказан властями всех уровней.
- каждый еврей должен иметь право вести свой бизнес в империи, и каждая власть должна предоставить ему охрану и не обременять его таможенными пошлинами или повышать их.
- Евреи не были обязаны носить «еврейские знаки» за пределами своего места жительства, и ни один еврей не мог быть изгнан из места своего проживания без явного согласия императора.
- без достаточных доказательств и свидетелей запрещалось обвинять евреев в использовании христианской крови или пленить, пытать или казнить их из-за этого, поскольку это подозрение уже было отвергнуто папами римскими и запрещено декларацией императора Фридриха II. Если выдвигались подобные обвинения, их следовало представить императору. Нарушение этой привилегии должно было наказываться 50 марками паяного золота, половина из которых должна была идти императорскому двору, а половина — пострадавшим евреям.

Реформация не улучшила положения германских евреев. Она вместе с Лютером, сначала думавшим склонить евреев в протестантизм, вскоре обнаружила резкое направление против евреев. Эпоха Реформации закончилась укреплением власти князей. Существовавшая раньше возможность апелляции евреев к императору против произвола и угнетения князей или имперских городов исчезла. Каждое немецкое государство могло делать со «своими» евреями все, что ему вздумалось. Не было государства, где бы евреи пользовались правами гражданства или хотя бы подданства (Heimatsrecht). Но германские правители приглашали отдельных богатых евреев в свои владения в целях развития промышленности и внутренней и внешней торговли (придворные евреи). Яркая картина быта евреев Германии конца XVII и начала XVIII века описана в мемуарах Гликели из Хамельна.
Около 1600 г. в Германии проживало от 8 до 10 тыс. евреев, из которых около 3 тыс. — во Франкфурте-на-Майне. В новый период еврейской иммиграции они поселились в городах и районах, из которых ранее были изгнаны. С этого времени евреи были организованы в региональные еврейские общины, общие ассоциации всех евреев на территории, которые автономно управляли еврейскими делами, такими как распределение налогов и юрисдикция. Попытка общенационального сотрудничества провалилась после Франкфуртского заговора раввинов. Особенностью было поселение португальских евреев (сефардов) в торговом Гамбурге примерно с 1600 года, в то время как немецкие евреи были вынуждены переехать в Альтону. Несмотря на антиеврейскую позицию лютеранства, отношения несколько смягчились. В католических княжествах-епископствах и в некоторых имперских городах евреи жили относительно лучше. В сельской местности источником дохода были небольшие денежные ссуды фермерам, но это неоднократно приводило к обвинениям в «еврейском ростовщичестве». В городах цеховики были настроены антисемитски; во Франкфурте-на-Майне в 1614 г. произошло восстание и грабежи против гетто под руководством пряничного пекаря Винценца Феттмильха. Евреям иногда удавалось занимать важные должности при княжеских дворах, но безопасность придворноого еврея бывала неопределенной, особенно когда на трон входил новый правитель. 28 января 1578 года курфюрст Брандербурга Иоганн Георг приказал четвертовать еврейского придворного финансиста, придворного еврея и мастера монетного двора своего отца Иоахима II Липпольда Бен Хлухима. Казнь состоялась по обвинению в колдовстве, ибо новый правитель не смог обнаружить никаких нарушений. На нижнем конце социальной лестницы находились бродячие банды разбойников, состоявшие частично или полностью из обедневших евреев, имевшие своеобразную социальную структуру и использовавшие ротвельш для безопасносго общения.
Только с восстановлением после Тридцатилетней войны положение евреев изменилось к лучшему. С 1648 года они подчинялись государям, которые регулировали сосуществование с еврейскими правилами. Некоторые евреи бежали из Речи Посполитой в Бранденбург перед погромами в ходе восстания Богдана Хмельницкого. В 1671 г. курфюрст выпустил указ о приеме 50 семей евреев, с 1700 по 1750 гг.последовали четыре еврейских постановления, которые, среди прочего, регулировали максимальное количество детей, которое разрешалось иметь переселенцам. В 1714 году в присутствии королевы Софии Доротеи была открыта синагога в Берлине. Были изгнания евреев в Вене в 1670 г. и погромы в Бамберге, среди других мест, в 1699 г. Около 1700 г. в Берлине проживало около 1 тыс. евреев, а во всец Священной Римской империи — около 25 тыс. К середине XVIII в. их было уже от 60 до 70 тыс. Выдающимся источником еврейской жизни той эпохи является первая автобиография, написанная на идише гамбургской предпринимательницей Глюкель из Хамельна и суд над Зюссом Оппенгеймером.
Вопрос об интеграции и равных правах для евреев, ранее рассматривавшийся только с экономической точки зрения, вновь встал в эпоху Просвещения. В Пруссии при Фридрихе II терпимость к защищаемым евреям была ограничена. Выдающиеся интеллектуалы, такие как Мозес Мендельсон, принимали участие в интеллектуальной жизни Германии, а еврейские женщины (Рахель Фарнхаген) принадлежали к ядру немецкого романтизма. Для евреев встал вопрос ассимиляции в христианскую среду. В 1781 году юрист Христиан Вильгельм Дом написал «О гражданском совершенствовании евреев», который, однако, мало повлиял на еврейскую эмансипацию. В то же время, император Иосиф II внес значительные послабления в Габсбургской монархии, выдав в 1782 году «Патент толерантности», который, однако, сопровождался антиеврейскими просветительскими намерениями.
В XVIII, а иногда и в XIX веке евреи Германской империи все ещё носили еврейские имена. Обычно в качестве фамилии у них было имя отца; отчество, которое было распространено среди некоторых славянских народов до нового времени и до сих пор распространено в Исландии и различных арабских странах. Из-за частого сочетания двух еврейских имен в них сразу можно было узнать евреев. В XVIII в. указы государей постепенно привели к принятию фиксированных фамилий на различных территориях Германии.
В XVIII веке на волне Просвещения среди немецких евреев получило распространение движение Хаскала, во главе которого стал Мозес Мендельсон.

## XIX век

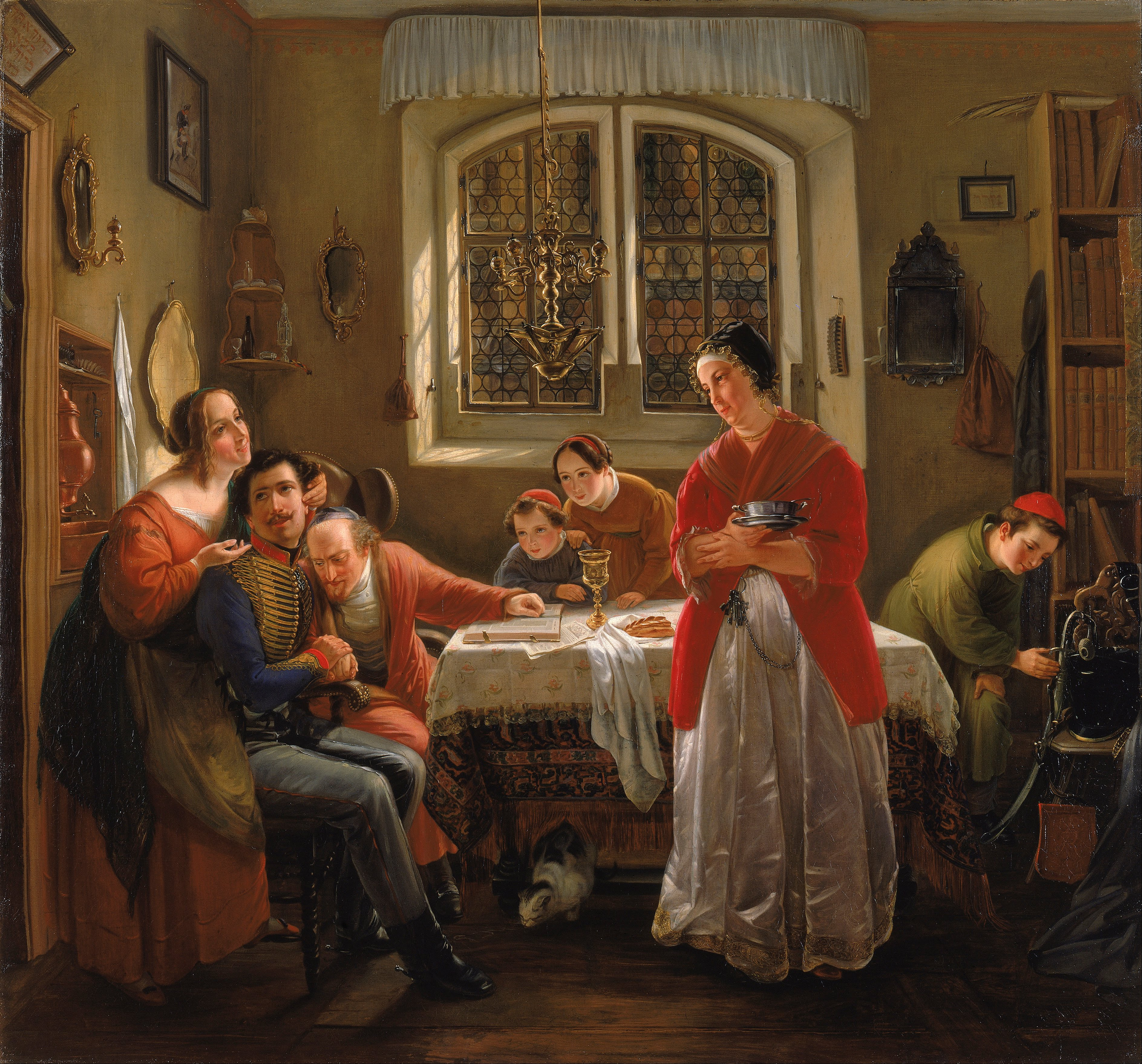
«Возвращение еврея-добровольца после Освободительной войны в семью, живущую согласно старым традициям», картина Морица Даниэля Оппенгейма

В завоёванных Наполеоном землях, отчасти присоединенных к Франции, отчасти ставших вассальными, были введены новые порядки. В Вестфальском королевстве и в Великом герцогстве Франкфурт евреи получили полное гражданское равноправие. В 1812 году также и в Пруссии они были наделены известной частью гражданских прав. Несмотря на то, что Великая французская революция принесла много добра евреям, во время освободительной войны 1813—15 годов евреи пожертвовали много денежных средств на войну с Францией, а еврейское юношество добровольно отправлялось на борьбу против Наполеона за освобождение отечества.

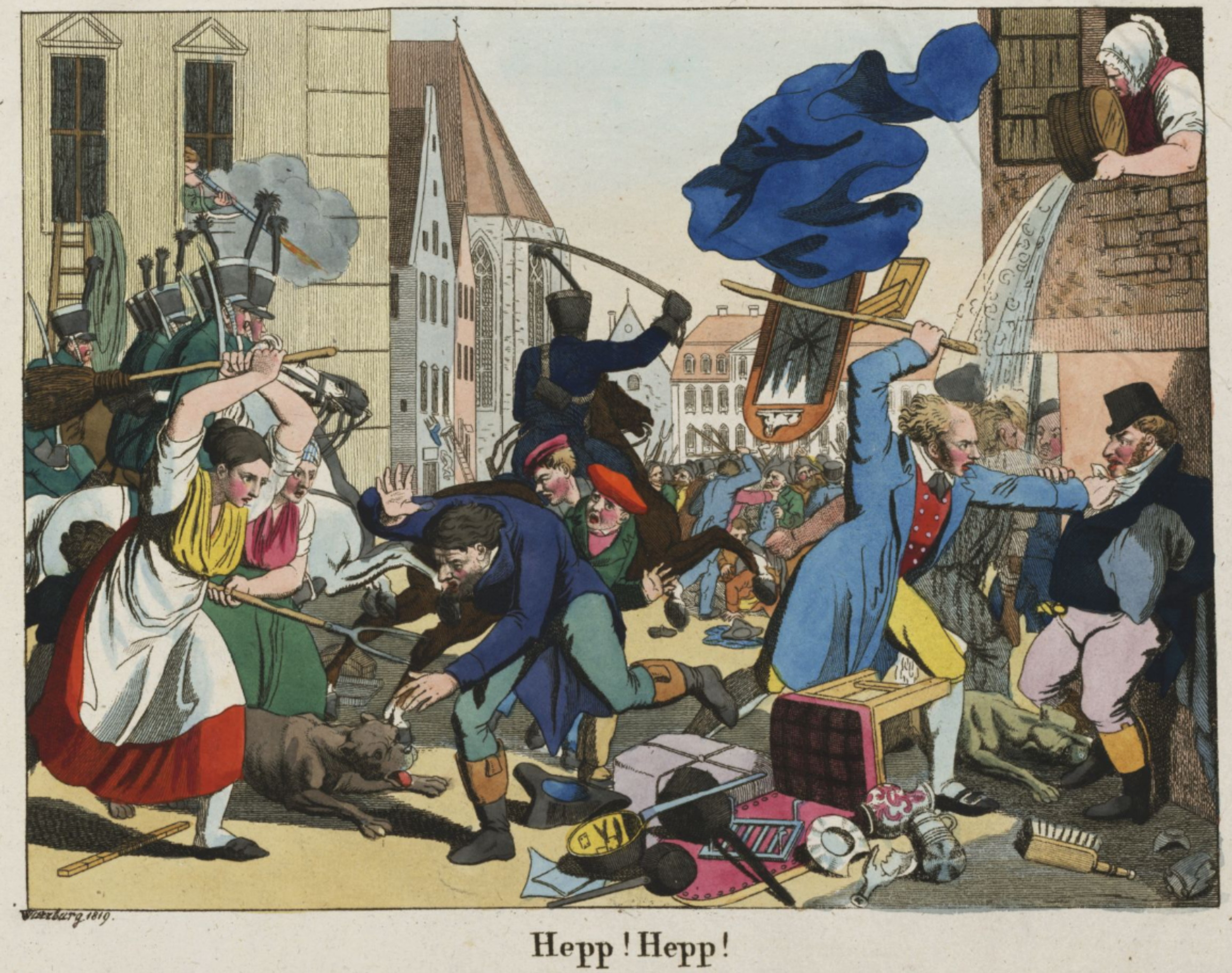
Еврейский погром в 1819 году

Однако после окончания войны в Пруссии у евреев отняли целый ряд ранее предоставленных им прав. Во Франкфурте гнет доходил до того, что была установлена норма дозволенных браков; свыше установленного числа браков евреям не дозволялось заключать новые. Свобода передвижения евреев также была ограничена во многих государствах Германии. Начался период национального шовинизма, проповедовавшего вражду к «французам и евреям» и нашедшего большое сочувствие среди учащейся молодежи. К этому времени относится появление оскорбительного восклицания «Juden, hep-hep!». Во многих немецких городах ненависть горожан к евреям вскоре привела к насилиям и правительства должны были защищать евреев вооружённой силой.
Первая четверть XIX века отмечена также сильным распространением перехода евреев Германии в христианство. Но часть образованного еврейства, оставаясь верной своему народу, пыталась, однако, провести в иудаизме необходимые реформы. Так возник реформистский иудаизм. Одновременно с борьбой за равноправие и реформистскими стремлениями среди евреев Германии началось движение, направленное к научному изучению иудаизма, в особенности с культурно-исторической точки зрения. В Берлине возникло в 1819 году «Общество культуры и науки евреев», во главе которого стояли Иом Тов Липман Цунц, Эдуард Ганс и другие. Оно начало издавать журнал под названием «Zeitschrift für Wissenschaft des Judenthums» (всего вышел один том, Берлин, 1823), в котором цель союза формулировалась следующим образом: «распространение среди евреев европейского образования и научного познания иудаизма для того, чтобы таким путем подготовить безболезненный переход от Средневековья к современности, в особенности же для того, чтобы избегнуть массовых переходов в христианство».
В некоторых средних и малых государствах Германии правительства стали предоставлять евреям по крайней мере часть гражданских прав. Затем революция 1848 года создала современное общество, в котором не осталось места гражданскому бесправию евреев. Все принятые в германских государствах конституции установили полное равноправие граждан без различия религии. В первом немецком парламенте во Франкфурте, в котором принимало участие несколько евреев в качестве депутатов, провозглашения еврейского равноправия добился Габриель Риссер, избранный вторым вице-президентом.

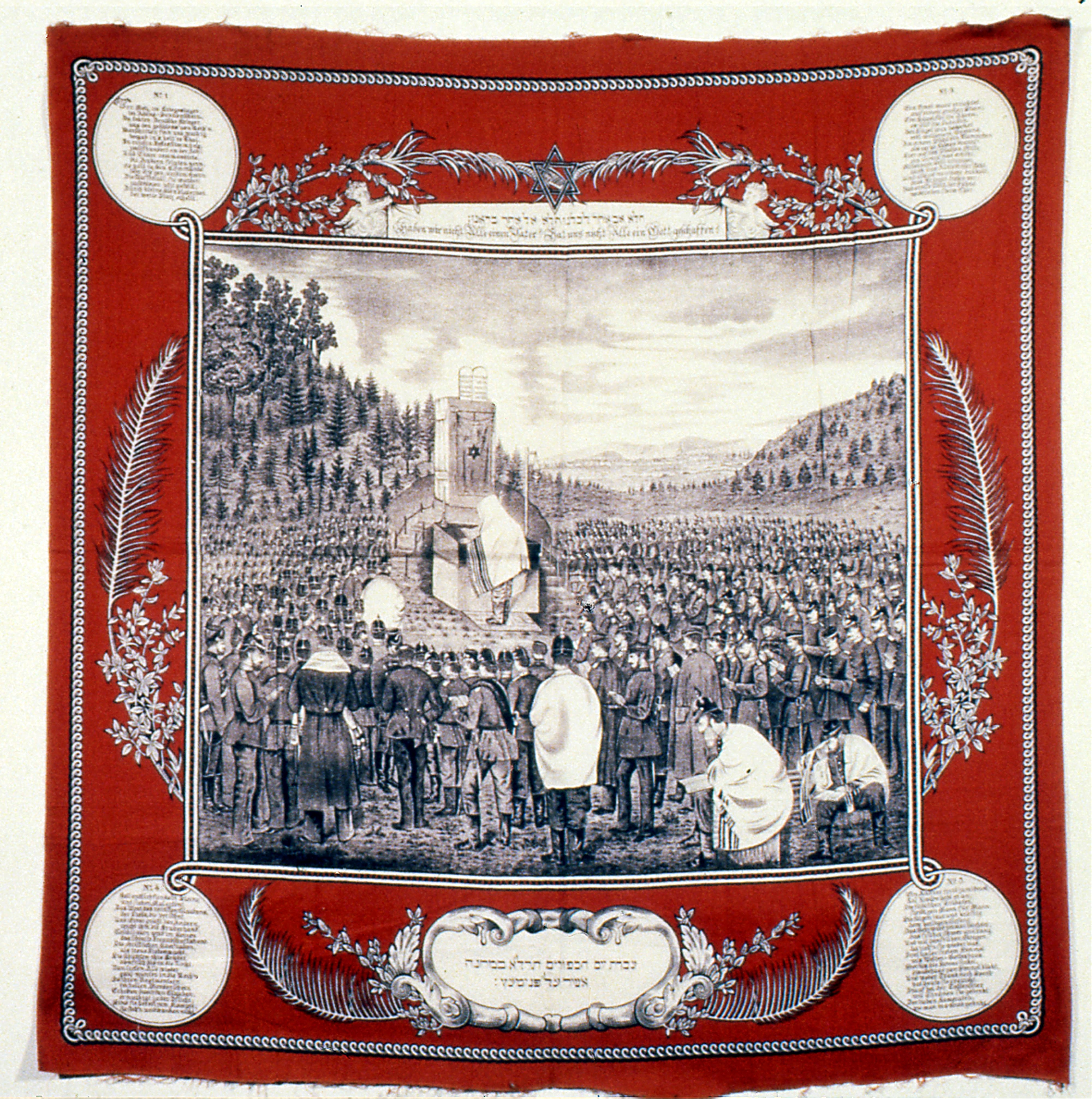
Еврейские солдаты германской армии отмечают Йом-кипур во время франко-прусской войны.

Вскоре, однако, в Германии вновь наступила реакция, и дарованные монархами конституции были частью сокращены, частью совсем уничтожены. Равноправие евреев формально не было отменено, но практически многое продолжало оставаться лишь на бумаге, в особенности допущение евреев к общественной службе, поступление их в высшие школы, в суды, производство в офицеры. Тем не менее, все свободные профессии стали для них доступны, все юридические ограничения пали. Созданная в 1871 году Германская империя также включила равноправие граждан в свою конституцию. В культурной жизни Германии XIX — начала XX века, развитии её литературы и науки играли видную роль такие евреи, как философы Г. Коген, Э. Гуссерль, философ и социолог Г. Зиммель, математики Г. Кантор, Г. Минковский, врач и бактериолог П. Эрлих, химик Ф. Габер, художник М. Либерман, писатели Г. Гейне, Л. Бёрне, Э. Людвиг, Л. Фейхтвангер, А. Цвейг.
Однако в широких кругах немецкого общества распространялась антисемитская идеология. С 1880 года в маленьких местечках и деревнях стал наблюдаться экономический и общественный бойкот евреев, что привело к тому, что евреи из них переселялись в большие города.

## XX век
Веймарская конституция 1919 года отменила всякую дискриминацию и реально уравняла евреев в правах с другими гражданами Германии. Немало евреев занимало видные посты в правительстве Веймарской республики и в правительствах отдельных германских земель: В. Ратенау, Г. Ландауэр, Е. Левине, Э. Толлер, К. Эйснер.
Однако увеличение общественного влияния немецких евреев, а также поражение Германии в Первой мировой войне, послевоенная разруха и безработица способствовали росту антисемитских настроений, умело использованных нацистской пропагандой.

### Нацистский период

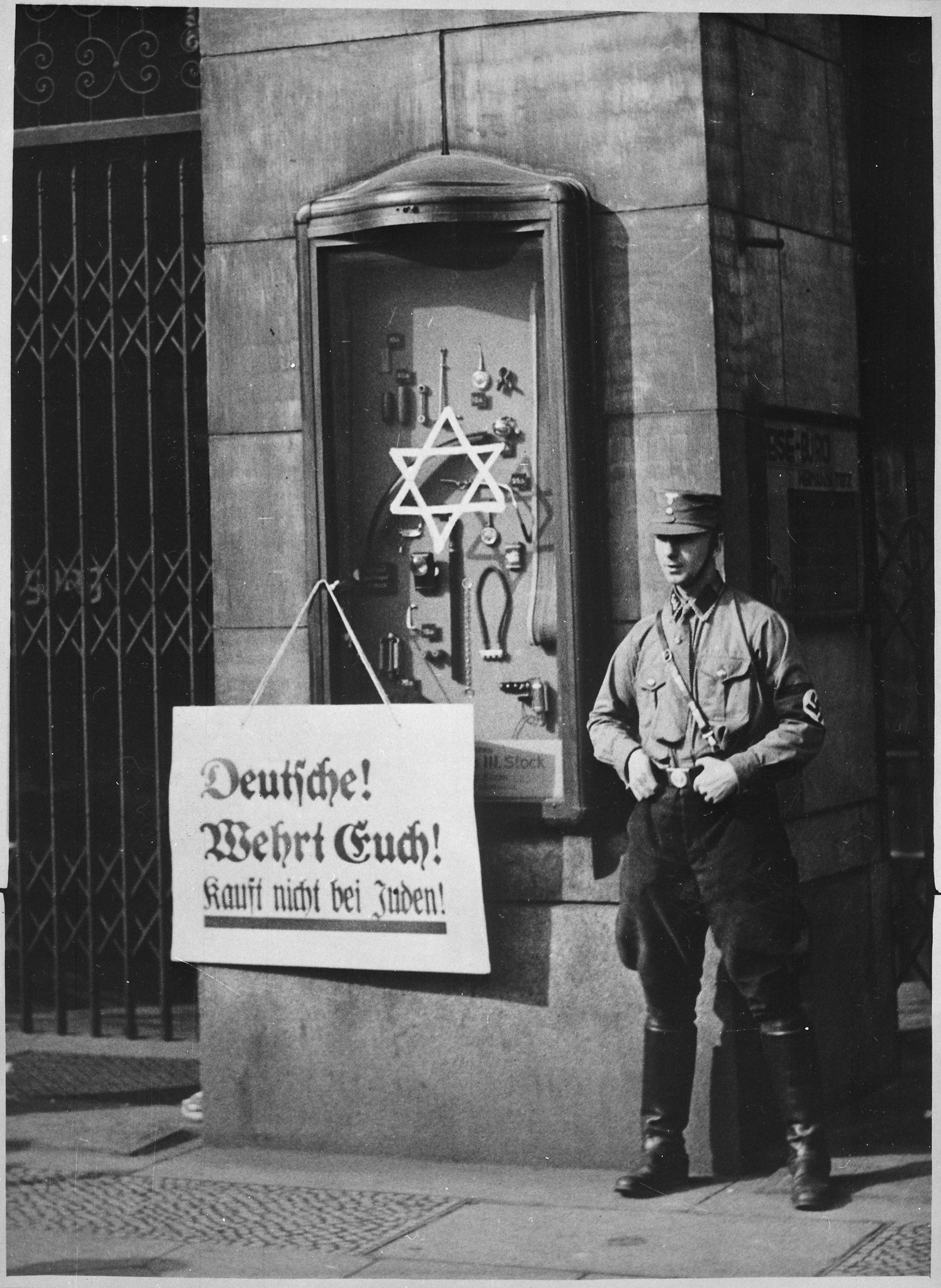
Член СА перед универмагом Тиц во время «Еврейского бойкота», Берлин, 1933

Согласно данным переписи, на 16 июля 1933 года в Германии было 503 900 евреев.
Начало массовым преследованиям евреев в Германии после прихода нацистов к власти было положено 1 апреля 1933 года, когда был проведён первый общенациональный бойкот всех еврейских предприятий в стране. 7 апреля 1933 года был принят «Закон о восстановлении профессионального чиновничества», в соответствии с которым было предписано уволить всех неарийских чиновников, за редким исключением. Неарийцем считался каждый, кто имел хотя бы одного прародителя еврея. Затем с апреля по декабрь был принят целый ряд нормативных актов и мероприятий, направленных против еврейской интеллигенции с целью «исключить влияние евреев на общественную жизнь». Так, 25 апреля были введены квоты на приём евреев в учебные заведения, а 10 мая произошло публичное сожжение книг еврейских и антинацистских авторов. Расовые ограничения коснулись медиков, адвокатов, нотариусов, профессоров, редакторов и др.
15 сентября 1935 года по инициативе Гитлера рейхстаг принял два закона, позднее названых Нюрнбергскими: Закон о гражданине Рейха и Закон об охране германской крови и германской чести. Согласно этим законам евреи были подвергнуты существенной дискриминации. Закон о гражданине Рейха разделил население Германии, с одной стороны, на граждан, «принадлежащих к немецкой или родственной крови», а с другой на подданных государства, «принадлежащих к расово чуждым племенам». Тем самым была создана трёхступенчатая система с убыванием прав: граждане, подданные и иностранцы. «Распоряжения к Закону о гражданине Рейха», которые содержали первое национал-социалистское определение понятия «еврей», а также распоряжение об увольнении последних государственных служащих евреев, которые ещё сохраняли свои посты согласно «привилегиям фронтовиков». Среди ряда запретов «Закон об охране германской крови и германской чести» запрещал как «осквернение расы» брак и внебрачное сожительство между евреями и «гражданами германской или родственной ей крови», наём евреями домашней прислуги из женщин «германской или родственной ей крови» моложе 45 лет, а также вывешивание евреями национального или имперского флага и использование тканей сходной расцветки.
После принятия антиеврейских законов дискриминация евреев усилилась. Особенный размах приобрела «ариизация» — изъятие еврейского имущества в пользу немцев. Формально сделки по передаче еврейского имущества оформлялись как продажа, но по сути это было принуждение и вымогательство.
Несмотря на ограничения, в Германии продолжали действовать еврейские организации, хотя их цель, с точки зрения нацистского руководства, состояла не столько в содействии евреям, сколько в их ограничении от неевреев. Среди этих организаций важную роль играли, в частности, Ассоциация культуры немецких евреев, а также еврейская больница в Берлине.

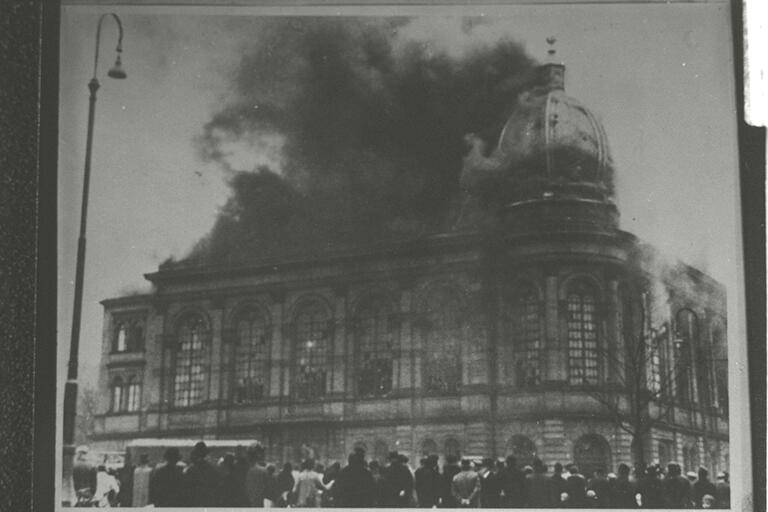
Франкфуртская синагога на Бёрнеплац, подожжённая погромщиками во время «Хрустальной ночи»

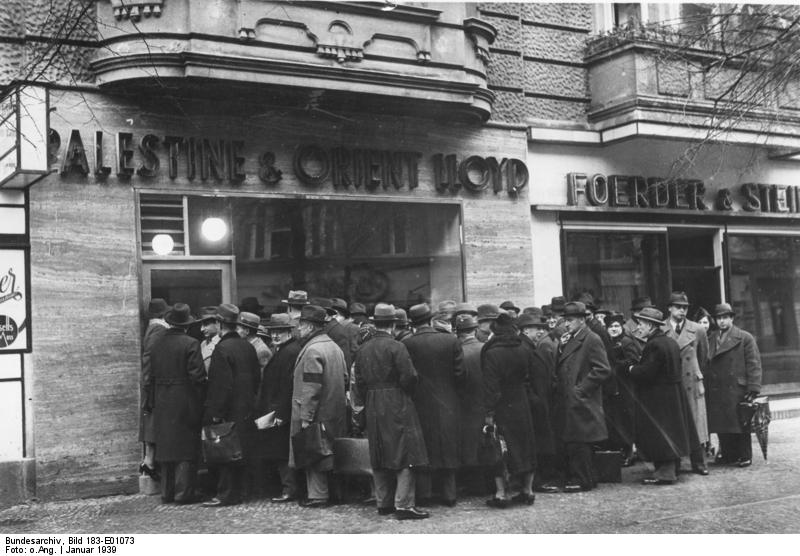
Очередь в бюро по эмиграции в Берлине, январь 1939 года

9-10 ноября 1938 года по всей Германии был организован массовый антиеврейский погром, получивший название «Хрустальная ночь», после чего началась массовая эмиграция евреев из Германии. Однако к сентябрю 1939 года в Германии оставалось 200 тысяч евреев.
После начала Второй мировой войны и оккупации Польши в сентябре 1939 года начались массовые депортации евреев с территории рейха на Восток на территорию Генерал-губернаторства, где были созданы еврейские гетто. После оккупации западной части территории СССР часть немецких евреев была депортирована в Минское и Рижское гетто.
Итоговое решение о детальной программе массового уничтожения евреев было принято 20 января 1942 года на конференции в Ванзее.
19 мая 1943 года Берлин был объявлен «юденфрай» — территорией, полностью «очищенной» от евреев. В дальнейшем депортированные из Германии евреи были убиты при истреблении узников гетто или в лагерях смерти, в основном на территории Польши. Из остававшихся в Германии к 1941 году евреев до конца войны дожили не больше десяти тысяч человек.

### Послевоенные годы
В начале 1950-х годов начались призывы к «наведению мостов» между еврейским и немецким народами, которые получили широкую поддержку правительства Западной Германии. Первый канцлер Западной Германии К. Аденауэр 10 сентября 1952 года заключил соглашение с Израилем о немецких репарациях, также происходило возмещение убытков и восстановления прав на имущество как частных лиц, так и еврейских общинных учреждений Германии, которые получили значительные ассигнования из бюджета.
В ГДР еврейское образование отсутствовало. Правительство ГДР было враждебно по отношению к Израилю и отказалось от уплаты репарации.
В 1990 году в еврейских общинах Германии было зарегистрировано 29 089 человек, тогда как в 1990—2003 годах из СССР и постсоветских государств в Германию прибыли в рамках еврейской эмиграции 198 тысяч человек.

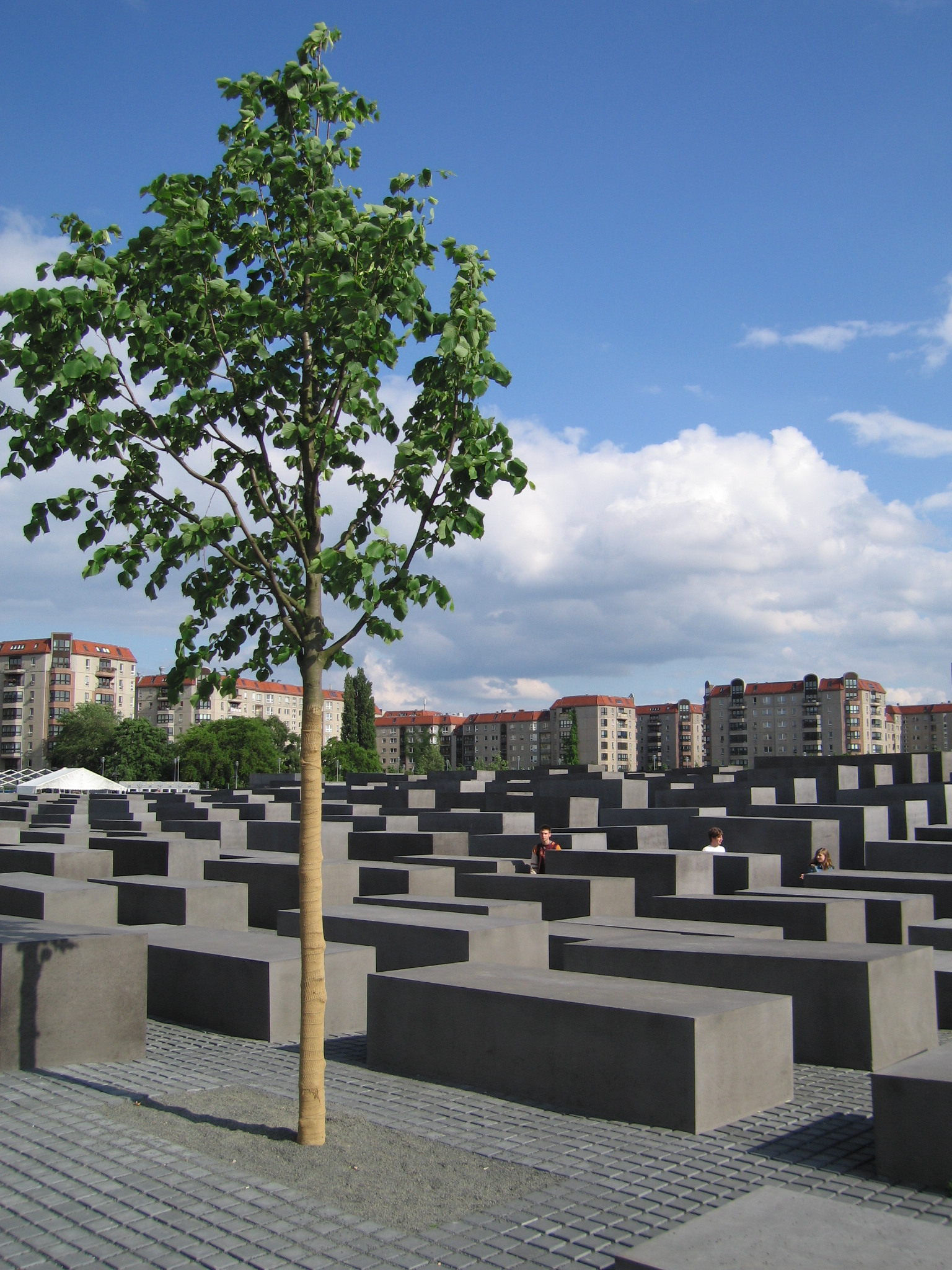
Мемориал жертвам Холокоста, Берлин

## Евреи в современной Германии

### Общины
Центральный совет евреев Германии является структурой, объединяющей большинство еврейских организаций в Германии. Руководящим и совещательным органом ЦСЕГ является совет, состоящий из 34 членов, который избирает руководителя (президента) этой организации.

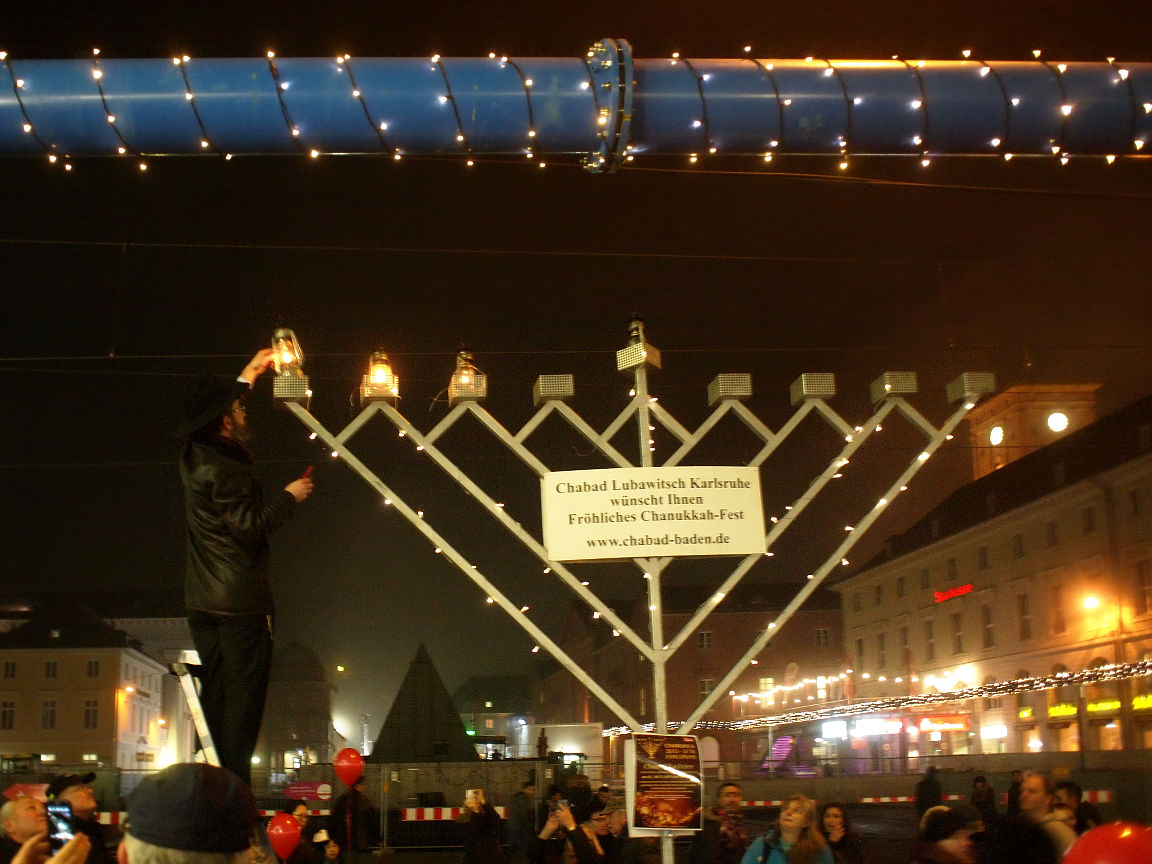
Зажигание общественной ханукии в Карлсруэ

### Руководители ЦСЕГ
- 1954—1963 Хайнц Галински — председатель
- 1963—1969 Герберт Левин — председатель
- 1969—1988 Вернер Нахман — председатель
- 1988—1992 Хайнц Галински — председатель и президент
- 1992—1999 Игнац Бубис — президент
- 2000—2006 Пауль Шпигель — президент
- 2006—2011 Шарлотта Кноблох — президент
- 2011—2014 Дитер Грауманн — президент
- C 2014 — Йозеф Шустер — президент

С 2006 года президентом ЦСЕГ являлась 77-летняя Шарлотта Кноблох. Срок её полномочий истёк в ноябре 2010 года. В феврале 2010 года Кноблох заявила, что не будет баллотироваться на новый срок и даст возможность представителю более молодого поколения встать во главе организации. Наиболее вероятной кандидатурой на тот момент считался вице-президент ЦСЕГ 59-летний Дитер Грауманн. Грауманн родился в 1950 году в Израиле и в случае его избрания стал бы первым руководителем ЦСЕГ, который не пережил Холокост. Ожидается, что в связи со сменой поколений в руководстве организации основной фокус внимания ЦСЕГ переместится с Холокоста и Второй мировой войны в сторону более современных проблем, таких как бытовой антисемитизм в Германии, активизация правоэкстремистских организаций и угроза исламизма. Грауманн, в частности, выступал за запрет деятельности неонацистской партии NPD. Он также критиковал мусульманскую общину Германии за недостаточное противодействие исламистам, но вместе с тем выступал и против запрета на строительство минаретов в Швейцарии.
В 2011 году Дитер Грауманн стал руководителем ЦСЕГ. С ноября 2014 года президентом является Йозеф Шустер.